# Agapanthus africanus
Classification APG III (2009)
Espèce
Agapanthus africanus est une plante de la famille des Amaryllidacées (Amaryllidaceae) du genre Agapanthus. Cette plante vivace est originaire d’Afrique du Sud. Elle est reconnaissable par ses ombelles de couleur bleue, visibles durant tout l’été. C'est une plante herbacée, vivace, rhizomateuse à racines charnues.

## Noms vernaculaires
Elle est connue sous le nom d’Agapanthe d’Afrique mais aussi sous les noms de Tubéreuse bleue, de Lily du Nil ou encore de Lis africain,,,.

## Étymologie
En grec, le terme agape signifie “amour divin, affection”, anthos signifie “fleur” et en latin africanus signifie “africain”. Donc, Agapanthus africanus veut dire “la fleur de l’amour d’Afrique”,.

## Description générale

### Appareil végétatif
Agapanthus africanus est une plante vivace herbacée et tubéreuse qui peut atteindre un mètre de haut,.
Son feuillage est persistant. Basilaire, il forme de longues feuilles vertes en forme de ruban de 20 à 35 cm de long et 1,5 cm de large. Ces feuilles peuvent avoir jusqu’à 2 cm d’épaisseur. Elles se présentent en plusieurs touffes serrées. Ce feuillage est vert foncé,,,,.
Ses racines sont épaisses et tubéreuses. Elles sont également nombreuses.

### Appareil reproducteur
Les hampes florales émergent durant l’été, entre juin et août, parfois septembre. Ces tiges rigides, mesurant 45 à 70 cm, portent au sommet une ombelle de fleurs bleues. Les ombelles contiennent entre 50 et 100 fleurs,,.
Les fleurs sont hermaphrodites et possèdent 6 lobes.
Les fruits sont des capsules loculées déhiscentes pendantes contenant de nombreuses petites graines ailées noires.

### Espèce voisine
Elle est souvent confondue avec Agapanthus praecox, qui possède un feuillage plus caduc et qui résiste au gel, contrairement à A. africanus qui a un feuillage plus persistant et qui est sensible au gel. Agapanthus praecox est souvent utilisée pour l’ornementation en Europe grâce à cette résistance. D’ailleurs, dans la plupart des pépinières, Agapanthus praecox est vendue comme étant Agapanthus africanus.

## Écologie

### Origine
Originaire d’Afrique du Sud et plus précisément du Cap de Bonne-Espérance, elle est maintenant cultivée en Europe mais il s’agit certainement dans ce cas d’A. praecox,,.

### Habitat
C’est une plante qui aime un sol neutre ou légèrement acide, bien drainé, légèrement humide à sec. Elle préfère les zones ensoleillées ou à mi-ombre et ne survit pas en dessous de 3 °C,,.
La municipalité de Lyon en a planté dans les espaces végétalisés de la place Bellecour.

### Cycle de vie
Aimant le soleil et redoutant le gel, cette plante est bien adaptée à l’endroit où elle vit car l’hiver correspond à la saison des pluies. Lorsqu’elle est cultivée dans les jardins, elle ne fleurit qu’en été et se plante au printemps. Sa croissance est assez rapide et lui permettra d’atteindre une hauteur d’un mètre environ. Par contre lorsqu’elle est semée, il faut attendre 4 ans avant la première floraison, une fois que la racine est formée, le reste suit très vite. Elle peut vivre plusieurs années (plante vivace) et son feuillage est persistant (ne tombe pas en automne).

### Pollinisateurs
Elle est pollinisée par des insectes dont un hyménoptère de la famille des Apidae, du genre Xylocopa. Une étude menée au Brésil a montré l’existence d’autres insectes visiteurs, Diabrotica speciosa, Trigona spinipes, Ceratina sp., Thygater analis ou encore Bombus atratus. Son pollen est aussi transporté par le vent.

### Menaces et protections
L’agapanthe d’Afrique n'est pas menacée directement mais une de ses sous-espèces, A.a. walshii, est classée comme menacée à cause de logements construits dans la région comptant la plus grande population restante de cette sous-espèce. Depuis, des mesures de protection ont été mises en place.

## Utilisation
En Afrique du Sud, l’Agapanthe est réputée pour avoir des vertus aphrodisiaques, améliorant la fertilité et la libido. Elle possède aussi des vertus pharmacologiques, favorisant les contractions utérines lors d’accouchements difficiles et offrant au nouveau-né une meilleure stimulation cardiaque. Ses rhizomes auraient des propriétés anti-inflammatoires et antifongiques grâce à la saponine qu’ils contiennent. Elle pourrait alors traiter les mycoses cutanées ou la teigne.
Dans la pharmacopée zoulou elle est réputée pour traiter le rhume, la toux et les troubles digestifs,,.

## Culture

### Méthode de culture
Agapanthus africanus est une plante ornementale. Elle se plante à la fin de l’hiver, en dehors des périodes de gel, ou alors au début du printemps,. Il faut s’assurer que la plante soit bien exposée au soleil, car elle apprécie la chaleur. On peut la cultiver aussi bien en intérieur qu’en extérieur.
La plante a besoin d’un sol avec beaucoup de nutriments, c’est pourquoi il est important de lui donner de l’engrais.
L’arrosage doit se faire deux fois par semaine en période de végétation (en été). En hiver, il ne faut l’arroser que très peu.
Lorsque la fleur est fanée, coupez les hampes florales assez courtes, cela soulagera la plante. Les feuilles jaunies à l’automne peuvent également être coupées.
Aussi, l’agapanthe est lente à s’acclimater à un nouveau contenant. Elle peut prendre jusqu’à trois ans avant de fleurir.
L’agapanthus ne demande pas d’entretien particulier.
Agapanthus africanus ne nécessite pas beaucoup de taille, mais vous pouvez enlever les tiges fanées ou les fleurs fanées pour encourager une floraison plus abondante.

### Ennemis
L’Agapanthe n’a rien à craindre des maladies. Toutefois, il faut la préserver des limaces et autres escargots : ceux-ci peuvent perforer les feuilles,.
Les cochenilles farineuses et à bouclier peuvent infester la plante, causant le jaunissement de ses feuilles.